# HC Oceláři Trzyniec
HC Oceláři Trzyniec – czeski klub hokejowy z siedzibą w Trzyńcu. Występuje w rozgrywkach Tipsport Extraliga.

## Historia
Dotychczasowe nazwy
- SK Trzyniec (1929−1938)
- KS Zaolzie Trzyniec (1938−1939)
- SK Železárny Trzyniec (1939−1950)
- TŽ VŘSR Trzyniec (1950−1988)
- TŽ Trzyniec (1988−1994)
- HC Železárny Trzyniec (1994−1999)
- HC Oceláři Trzyniec (1999–)

Początki klubu sięgały lat 1929–1930, jednak przełomem w historii stało się otwarcie sztucznego lodowiska w 1967 roku. Po raz pierwszy do Ekstraligi Oceláři Třinec awansował w 1995 roku i występuje tam nieprzerwanie do tej pory. Pierwsze historyczne mistrzostwo Czech klub zdobył w sezonie 2010/11 po wygranej z HC Vítkovice. Dalsze mistrzostwa Czech Trzyniec zdobył w sezonach 2018/19, 2020/21, 2021/22, 2022/23 i 2023/24.

## Sukcesy
- Złoty medal mistrzostw Czech: 2011, 2019, 2021, 2022, 2023, 2024
- Srebrny medal mistrzostw Czech: 1998, 2015, 2018
- Brązowy medal mistrzostw Czech: 1999
- Złoty medal 1. ligi: 1995
- Awans do ekstraligi: 1995[1]
- Puchar Tatrzański: 2010
- Puchar Prezydenta Czeskiej Federacji Hokeja na Lodzie: 2011, 2015[2]
- Finał Pucharu Spenglera: 2019